# Перепись населения США (1950)
Семнадцатая перепись населения на территории США проводилась в 1950 году. В переписи принял участие 150 697 361 человек, что примерно на 14,5% больше, чем в предыдущей переписи. Тогда по результатам переписи в стране проживало 131 669 275 человек. Перепись стала первой, в которой в каждом штате приняло участие более 100 000 человек, более чем в одном штате проживало как минимум 10 000 000 человек, а в каждом из 100 крупнейших городов проживало более 100 000 человек.

## Вопросы переписи
Участники переписи предоставили следующую информацию о себе:
- Адрес проживания
- Является ли жильё фермерским угодьем
- Имя
- Родственная связь с главой домохозяйства
- Раса
- Пол
- Возраст
- Семейное положение
- Место рождения
- Является ли участник переписи натурализованным гражданином
- Работает ли участник
- Количество рабочих часов в неделю
- Род занятий, промышленность и класс работника

Помимо этого отдельные группы участников отвечали на вопросы о доходах, истории семейного положения, фертильности и прочем.